# Semivolo
Semivolo è un termine utilizzato in araldica per indicare l'ala di destra; se è la sinistra si dice e s'intende dell'aquila.

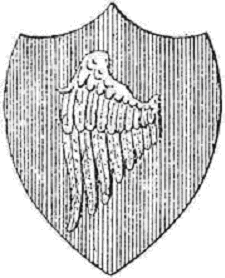
Semivolo
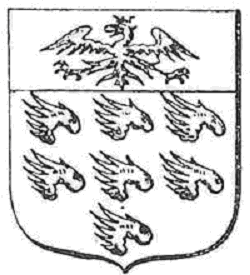
Sette semivoli
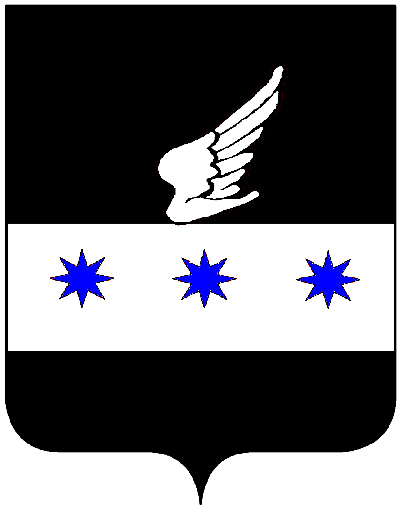
Semivolo d'argento (famiglia Novellini)
Semivolo d'argento (Effingen, Svizzera)